# スティーヴン・マイゼル
スティーヴン・マイゼル (Steven Meisel, 1954年6月5日 - ) はアメリカ合衆国ニューヨーク出身の写真家。
パーソンズ美術大学でイラストレーションを学ぶ。最初はファッションデザイナーの元でイラストレーターとしてキャリアをスタートし、パートタイムでパーソンズ美術大学で講師をしたこともある。当初写真家になることなど考えたこともなかったが、アーヴィング・ペンやリチャード・アヴェドンといった写真家を敬愛し、次第にイラストより写真という媒体に未来を感じるようになる。当時雑誌の仕事で出入りしていたエリート・モデル・マネジメントに所属するモデルたちのテスト撮影をする機会を得て、平日はイラストレーターとして仕事をする傍ら、週末はモデルのために写真を撮り始める。その後その写真がセブンティーン誌の編集者の目に止まり、本格的に写真家に転向。現在では業界で最も成功しているファッション・フォトグラファーの一人と考えられており、長年アメリカとイタリア版ヴォーグ誌、またドルチェ&ガッバーナ、プラダ、ヴェルサーチ、アルマーニ、カルバン・クラインなどの広告も手がけている。
作品に関しては暴力的とも退廃的とも評されもするが、自身の作品の特徴は「グラマラス」であると語る。
リンダ・エヴァンジェリスタやカレン・エルソンなどのトップ・モデルを発掘したことでも知られており、自身もインディアンの血を引く個性的な容姿を活かし、モデルを務めていた。
また、マドンナの写真集"SEX"を撮影したのも彼である。